# Tečovice
Tečovice (en allemand : Tetschowitz) est une commune du district et de la région de Zlín, en Tchéquie. Sa population s'élevait à 1 360 habitants en 2020.

## Géographie
Tečovice se trouve à 5 km à l'est d'Otrokovice, à 6 km à l'ouest de Zlín, à 72 km à l'est de Brno et à 247 km au sud-est de Prague.
La commune est limitée par Sazovice au nord, par Zlín à l'est et au sud, et par Otrokovice à l'ouest. La rivière Dřevnice constitue la limite sud de la commune et la sépare de Malenovice, un quartier de Zlín.

## Histoire
La première mention écrite du village date de 1141.

## Transports
Par la route, Tečovice se trouve à 7 km de Zlín, à 91 km de Brno et à 297 km de Prague.